# Piedino (elettronica)

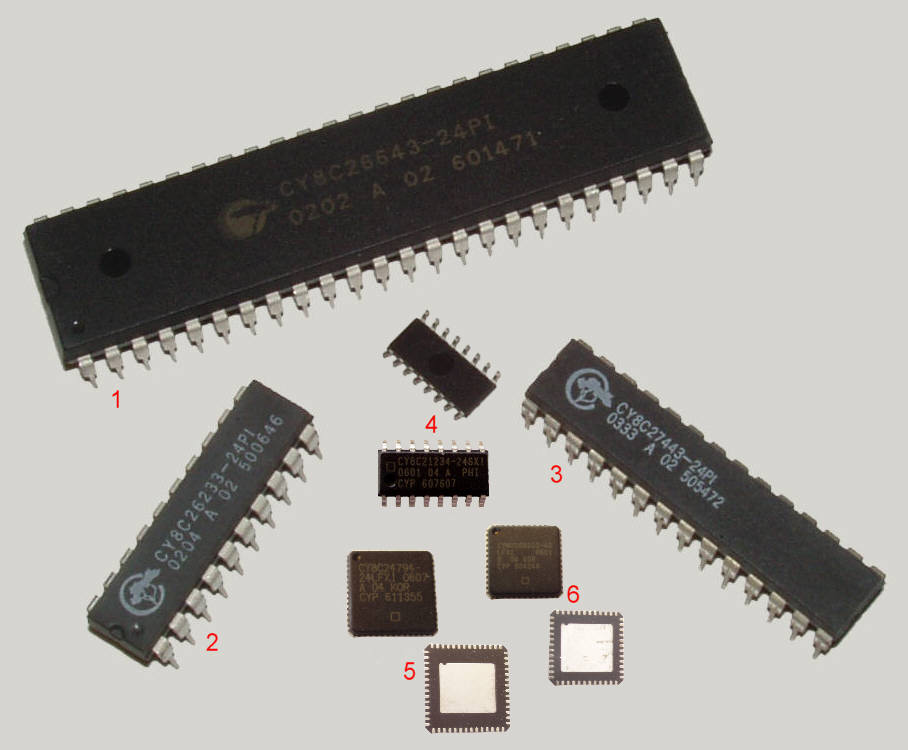
Vari componenti con piedini diversi:
1,
2 e
3 pin passanti;
4 pin SOIC a montaggio superficiale con passo 1,27 mm;
5 e
6 pin PLCC visti su entrambi i lati

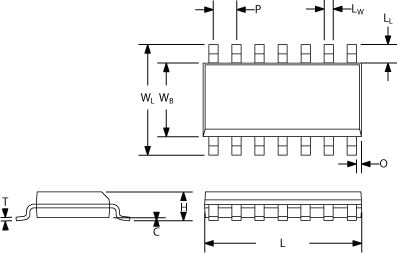
Dispositivo SOIC Small-outline integrated circuit a 14 piedini detti ad ala di gabbiano (gull wing in inglese)

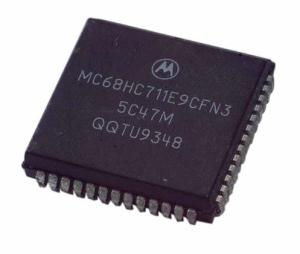
Integrato PLCC52 (13 x 4). Interasse 1,27 mm. La particolare forma dei piedini permette di saldarlo su piazzole SMT o di montarlo su zoccolo

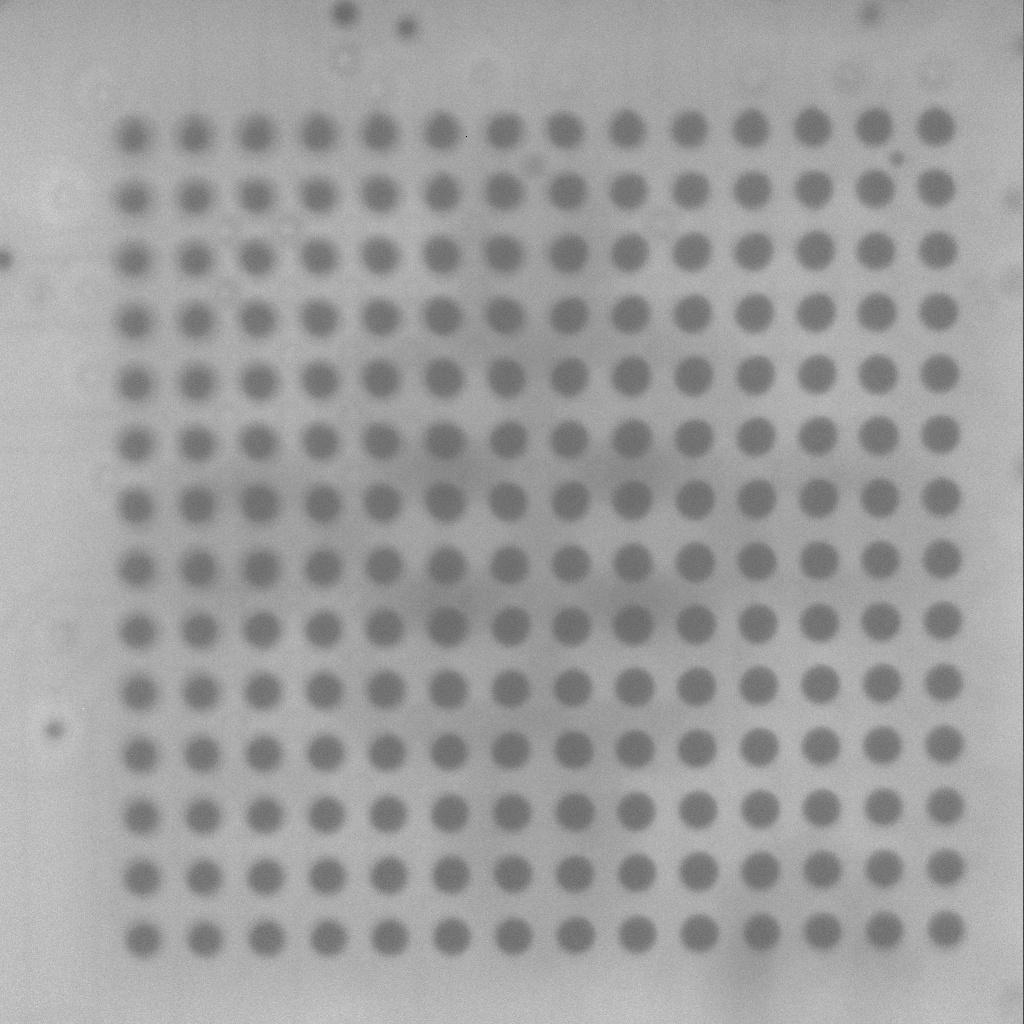
Analisi della saldatura dei piedini di un dispositivo BGA mediante raggi X

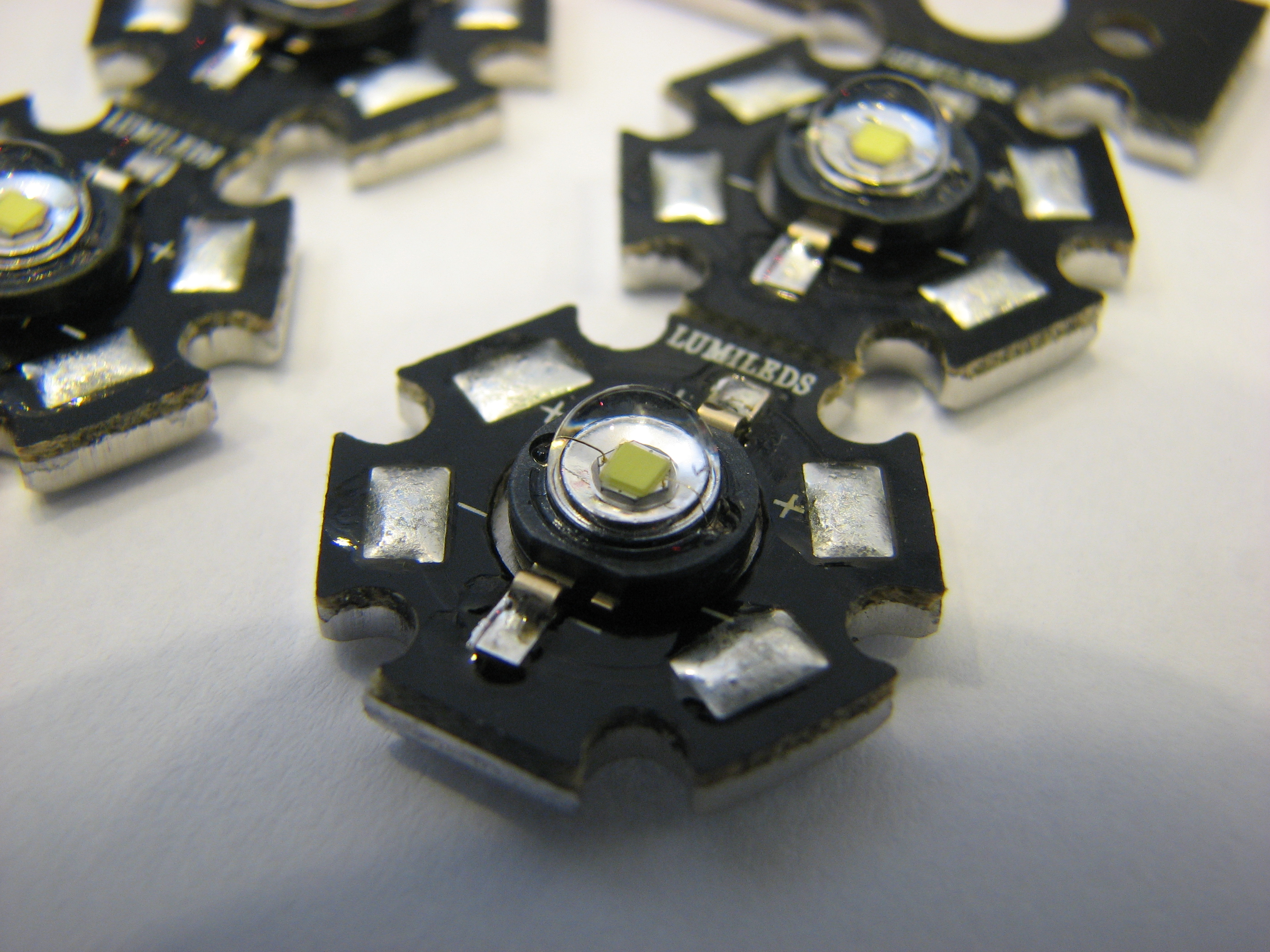
Led di potenza con piedini modificati, ricavati da uno stampato "MCPCB" con anima in metallo, adatto a dissipare il calore generato dai dispositivi

In elettronica, un piedino (in inglese pin) è una qualunque terminazione metallica che, innestandosi nella sua controparte, stabilisce un contatto elettrico.
In elettrotecnica è usato principalmente per trasferire energia, mentre in elettronica si usa prevalentemente per trasmettere informazioni (il trasferimento di energia può avvenire, ma in genere si tratta di correnti più limitate).

## Piedino in elettrotecnica
Il piedino è il singolo contatto di un connettore maschio (detto anche spina, in inglese plug). Il connettore maschio è costituito da un certo numero di pin, ossia una certa piedinatura o pin-out, e va ad inserirsi nel corrispondente connettore femmina (detto anche presa, in inglese socket) consentendo il contatto elettrico tra circuiti multipli.

## Piedino in elettronica
In elettronica un piedino è parte di molti tipi di connettori. Ad esempio nei computer sono presenti connessioni differenti per il collegamento di numerosi dispositivi (e per ognuno viene definita una piedinatura standardizzata). Per citare le più comuni: porte RS232 e USB e periferiche, come stampanti, tastiere, mouse, schermi e ethernet.

## Piedino nei circuiti integrati
Piedino può anche riferirsi a un dispositivo elettronico (circuito integrato) che comunica con il mondo esterno tramite contatti metallici, detti appunto piedini o pin. In alcune tipologie di package ceramici i contatti sono costituiti da piazzole con trattamento galvanico in oro. Anche in questo caso per molti componenti è definita una piedinatura standard.

### Piedini passanti
Il circuito integrato classico presenta pin "passanti" o PTH (Pin Through Hole): essi attraversano il circuito stampato che li ospita tramite fori metallizzati venendo successivamente saldati. La sezione dei piedini può essere tonda, ricavata da filo continuo, oppure quadrata o rettangolare, ricavata dalla tranciatura di una lamina; in alcuni casi, come in molte famiglie di microprocessori, circuiti personalizzati e ibridi, la sezione tonda è ricavata tramite lavorazione di tornitura: essi possono essere sottoposti ad un trattamento galvanico superficiale che può essere sia di stagnatura che di doratura (mentre il trattamento di argentatura, in uso negli anni '70, non è più praticato a causa della facilità di ossidazione nel tempo). In altri casi i circuiti integrati non vengono saldati sulla piastra ma inseriti in uno zoccolo compatibile col componente, saldato sul circuito stampato: in questo modo si ha la possibilità di sostituire il componente in modo veloce, come richiesto ad esempio per i componenti programmabili, in fase progettuale, i quali devono spesso essere riprogrammati e si vuole evitare di doverli dissaldare e saldare nuovamente.

### Piedini a montaggio superficiale

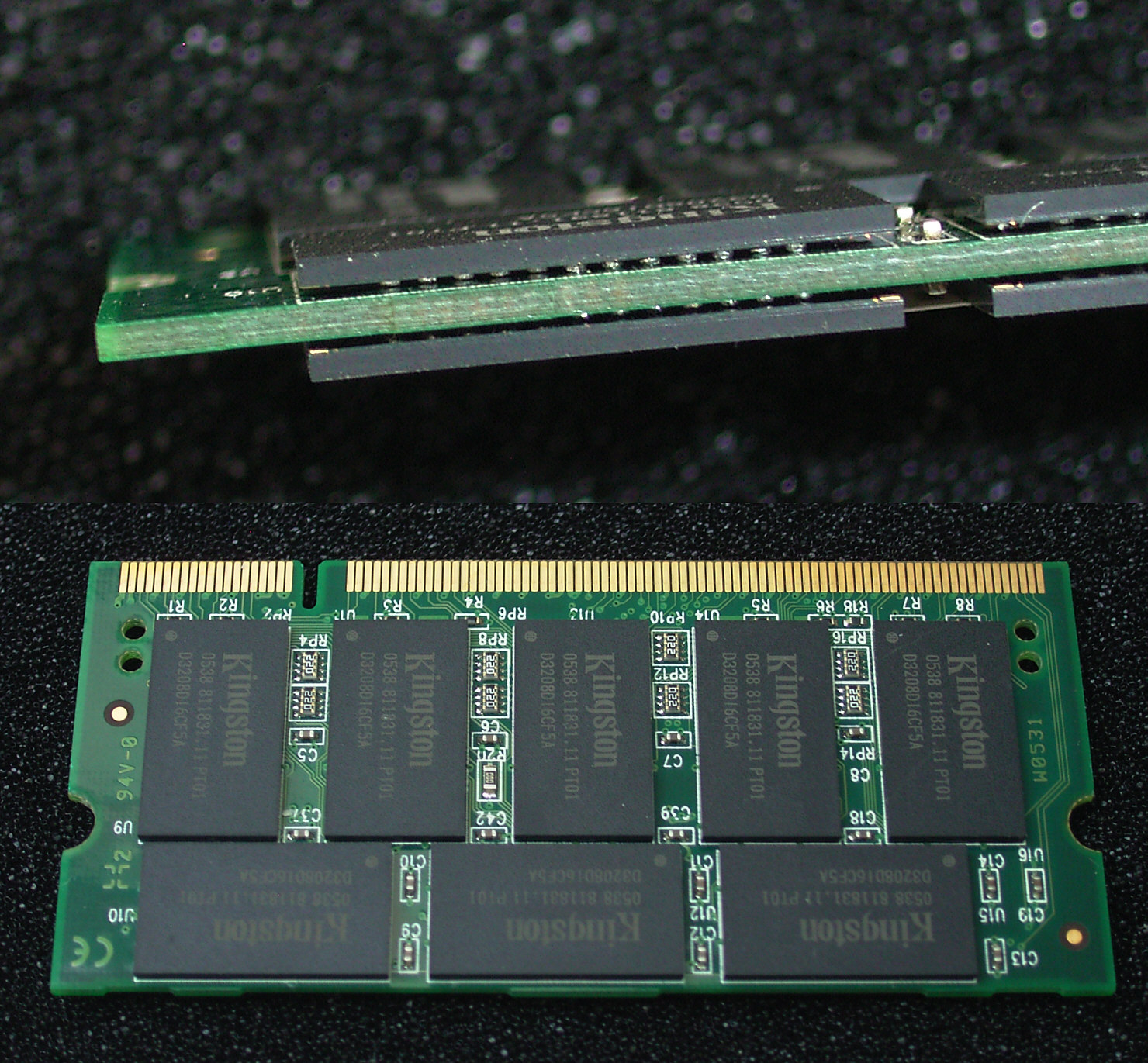
Piedini del contenitore detto BGA (nell’immagine in alto si intravedono le semisfere disposte a griglia)

I circuiti integrati più moderni, a montaggio superficiale, o SMT (Surface mount technology), presentano dei piedini più piccoli che si saldano sulla superficie del circuito stampato senza attraversarlo da parte a parte. La necessità di avere un numero di connessioni sempre più grande in uno spazio sempre più limitato porta ad adottare contenitori (package) con dimensioni sempre più ridotte. Dalla tecnologia standard per i circuiti integrati PTH con interasse 1/10 di pollice (pari a 2,54 mm) si è passati a tecnologie SMT sempre più piccole e diversificate:
- SOIC Small-outline integrated circuit dove l'interasse tra i piedini di 1/20 di pollice pari a 1,27 mm (per la loro forma i piedini si chiamano ad ala di gabbiano).
- LCC nelle versioni PLCC Plastic leaded chip carrier o Ceramic Leadless Chip Carrier. Interasse tra i pin di 1,27 mm. Possibilità di montaggio diretto con saldatura al circuito stampato o su zoccolo.
- LQFP Low-profile Quad Flat Package: l'interasse può variare (0,4 0,5 0,65 e 0,80 mm)
- BGA Ball grid array. Piedini costituiti da semisfere metalliche disposte a griglia sotto il componente. L'analisi della buona qualità delle saldature dei piedini può risultare complessa e costosa (vedi analisi ai raggi X in figura)

## Dispositivi di potenza
Anche in questo campo l'uso di componenti sempre più evoluti tecnologicamente permette l'adozione di tecnologie SMD per dispositivi che in passato erano disponibili solo nella tradizionale tecnologia PTH. La dissipazione di energia termica viene ridotta (mosfet a bassa RdsON) e l'uso di circuiti stampati con spessore di rame maggiorato che migliora la dissipazione termica (dal più comune 35 µm ai 70, 105 o più). Si realizzano inoltre nel circuito stampato superfici ramate attorno ai piedini con la funzione di dissipare il calore generato.
L'uso sempre più diffuso di LED di potenza ha spinto i progettisti a sostituire i piedini con piccole piazzole saldabili, più efficaci a dissipare il calore. Si è anche diffusa la tecnologia detta guaina termica o thermal clad (lett. "rivestimento termico"): sul lato opposto ai componenti il circuito stampato viene saldato su un dissipatore di alluminio, o meglio ancora di rame.